# 智慧投票
智慧投票（英語：Vote Smart）原名智慧投票计划，是非盈利且无党派所属的研究组织，其任务是收集并发布美国公职候选人的信息。